# Montour
Montour é uma cidade localizada no estado americano de Iowa, no Condado de Tama.

## Demografia
Segundo o censo americano de 2000, a sua população era de 285 habitantes.
Em 2006, foi estimada uma população de 282, um decréscimo de 3 (-1.1%).

## Geografia
De acordo com o United States Census Bureau tem uma área de
1,2 km², dos quais 1,2 km² cobertos por terra e 0,0 km² cobertos por água. Montour localiza-se a aproximadamente 262 m acima do nível do mar.

## Localidades na vizinhança
O diagrama seguinte representa as localidades num raio de 16 km ao redor de Montour.